# Observateur d'événements
Pour les articles homonymes, voir Observateur.
 (septembre 2020).
Si vous disposez d'ouvrages ou d'articles de référence ou si vous connaissez des sites web de qualité traitant du thème abordé ici, merci de compléter l'article en donnant les références utiles à sa vérifiabilité et en les liant à la section « Notes et références ».
L'observateur d'événements (en anglais, events viewer) est un composant du système d'exploitation de la famille Windows NT de Microsoft. Il permet aux utilisateurs et aux administrateurs de voir le journal des événements d'un ordinateur sur cet ordinateur ou sur une machine distante. Dans Windows Vista, Microsoft a remanié l'observateur d'événements. L'observateur d'évènements permet de conserver et consulter la trace d'activités logicielles et matérielles, afin d'aider au diagnostic ou à l'optimisation d'un système.